# Société d’encouragement pour la locomotion aérienne au moyen d’appareils plus lourds que l’air
Die Société d’encouragement pour la locomotion aérienne au moyen d’appareils plus lourds que l’air (frz.; dt. etwa: Gesellschaft zur Förderung der Fortbewegung in der Luft mit Hilfe von Maschinen, die schwerer als Luft sind) war eine 1863 von Nadar (1820–1910) und Gabriel de La Landelle (1812–1886) und anderen gegründete Vereinigung von Aeronauten.

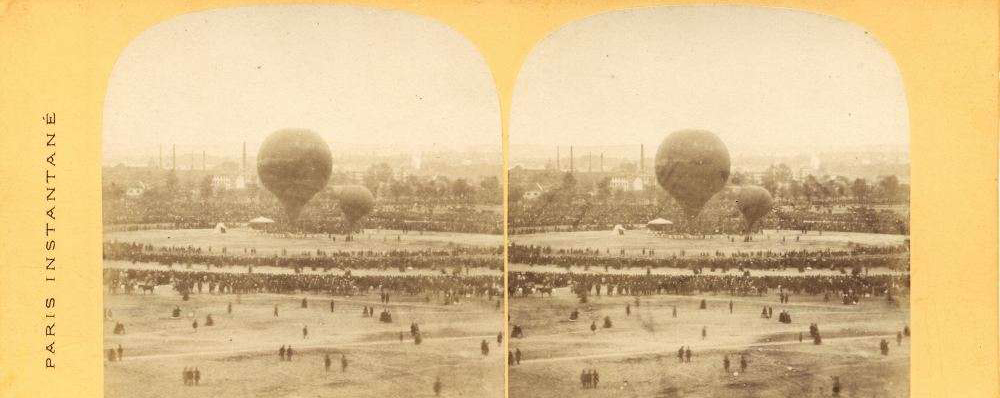
1863: Zweiter Aufstieg von Le Géant auf dem Champ de Mars in Paris; Stereoskopie der Reihe Paris Instantané

## Geschichte

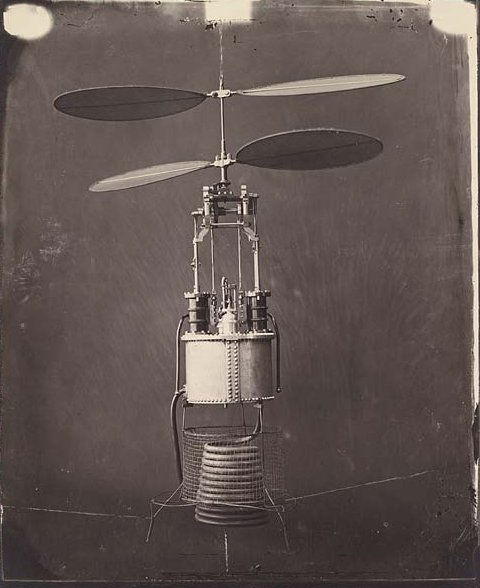
chère hélice von Ponton d’Amécourt (Fotografie von Nadar)

Die Idee, diese Gesellschaft zu gründen, kam Nadar, nachdem Gustave de Ponton d’Amécourt (1825–1888) einen Prototyp eines Propellers geschaffen hatte, der von dem französischen Schriftsteller Jules Verne (1828–1905), einem Mitglied der Gesellschaft der ersten Stunde (und seinem Zensor), als Vorlage für die Albatros in seinem Roman Robur der Eroberer (Robur le Conquérant; 1886) verwendet wurde.

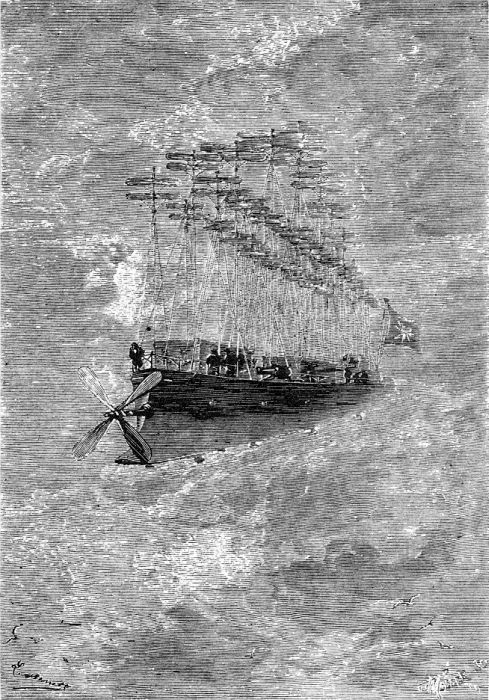
Die Albatros (Illustration von Léon Benett)

Nadar, der Initiator der Luftbildfotografie, war ein überzeugter Verfechter der Tatsache, dass man sich in der Luft nur fortbewegen kann, wenn man schwerer als Luft ist (frz. plus lourd que l’air). In seinem „Manifeste de l’Automotion aérienne“ (Grundsatzprogramm der Plus-lourd-Bewegung; in: L’Aéronaute Nr. 1 von 1863) schrieb er: « … vouloir lutter contre l’air en étant plus léger que l’air, c’est folie » / „… gegen die Luft kämpfen zu wollen, indem man leichter als die Luft ist, ist Wahnsinn“ und « Pour lutter dans l’air, il faut être spécifiquement plus lourd que l’air ». / „Um in der Luft zu kämpfen, ist es notwendig, spezifisch schwerer als die Luft zu sein“.

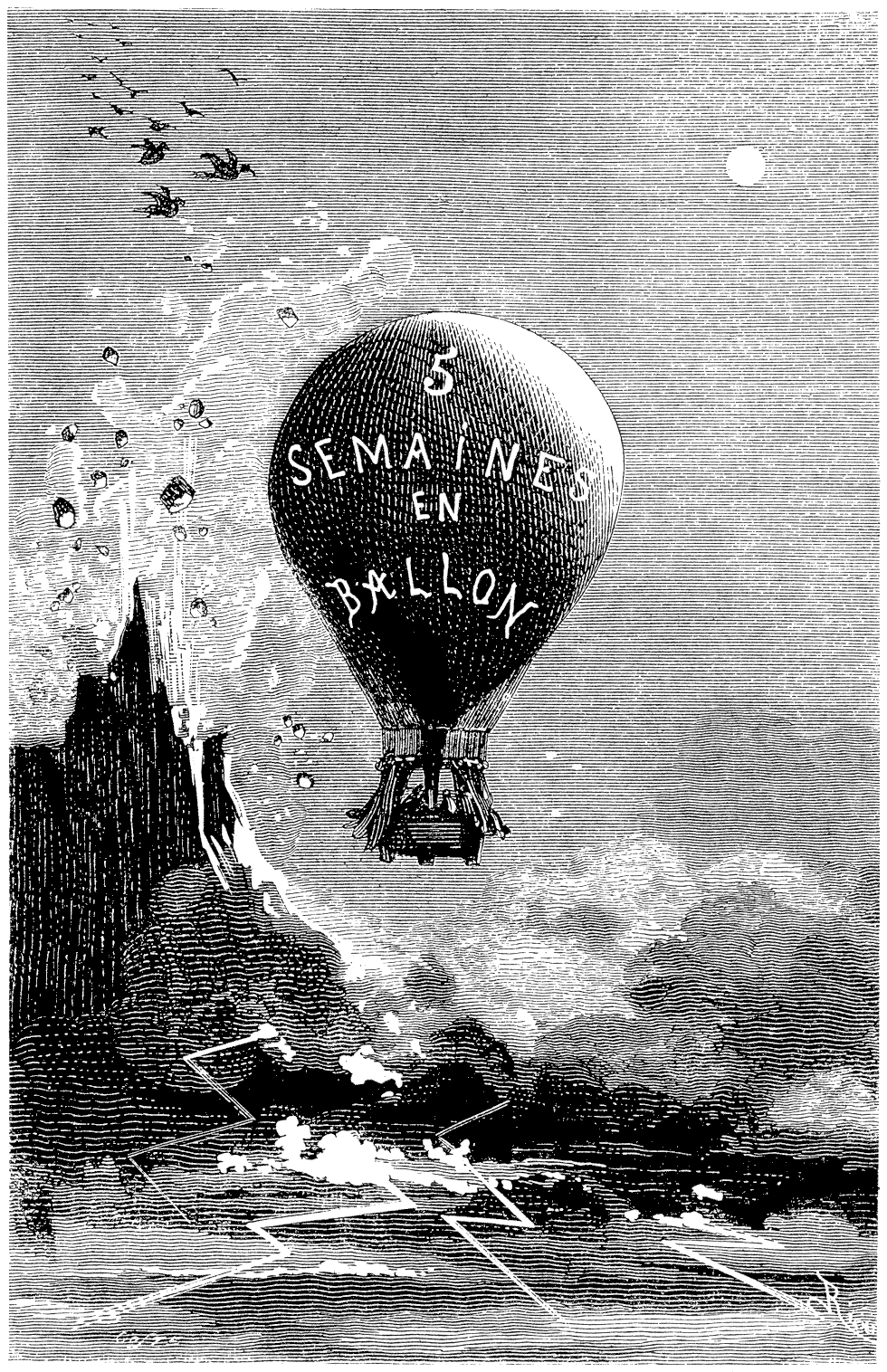
Cinq semaines en ballon von Jules Verne (J. Hetzel & Cie, Paris 1863, illustriert von Riou und de Montaut)

Um seine Experimente zu finanzieren, ließ er einen 40 Meter hohen Ballon bauen, der 6000 m³ Gas enthielt und den er „Le Géant“ nannte. Jules Verne schrieb dann seinen Artikel zur Unterstützung der Experimente über den Riesen. Am 4. Oktober 1863 fand in Paris der Erstflug des Géant mit dreizehn Personen an Bord statt. Napoleon III. war bei dem Abflug des Ballons anwesend. Er verlor schnell an Höhe und musste in Meaux landen. Nadar brach am 18. Oktober mit seiner Frau erneut auf. In der Nähe von Hannover landete der Ballon hart und wurde 16 Kilometer weit vom Wind fortgeschleift. Nadar und seine Frau wurden schwer verletzt. Die Geschichte dieser Katastrophe von Nadar, die von der Presse in ganz Europa aufgegriffen wurde, sorgte für den Ruhm des Fluggeräts, inspirierte Nadar wohl jedoch auch dazu, sich verstärkt anderen Fluggeräten als dem Ballon zuzuwenden.

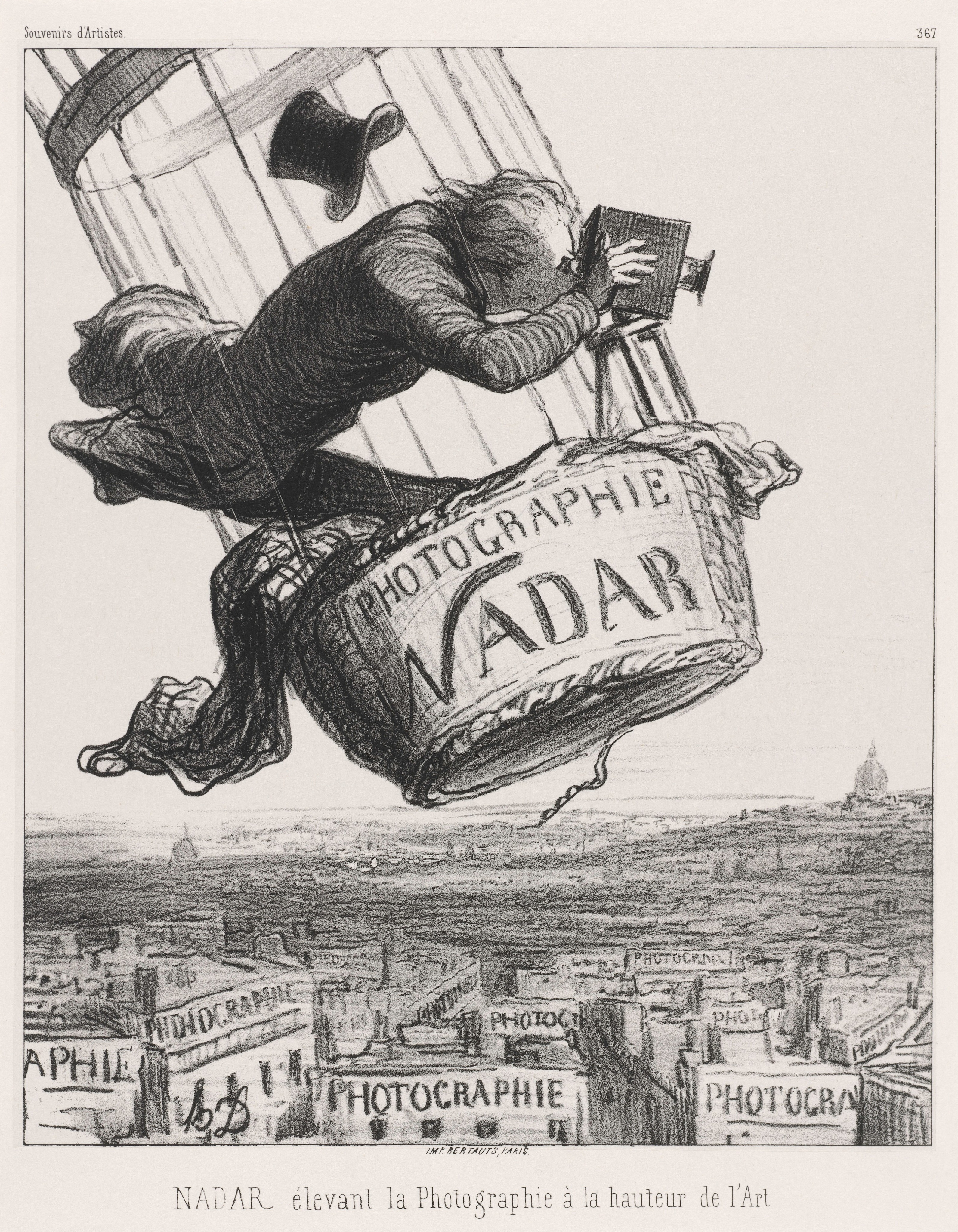
Karikatur Nadars von Honoré Daumier, 1869

Am 14. September 1864 wurde in Amsterdam ein neuer Versuch mit einem Journalisten aus Amsterdam unternommen. Der Ballon landete schließlich kurz darauf in den Poldern bei Haarlem. Die vierte Besteigung erfolgte am 26. September 1864 in Brüssel, am Schaerbeek-Tor. König Leopold I. war anwesend. Sie trafen jedoch nicht auf den erwarteten öffentlichen Erfolg. Nadar musste deshalb das Abenteuer des Géant aus Geldmangel stoppen.
Jules Verne lieferte mit seiner Figur des Robur, die in Robur der Eroberer und in Der Herr der Welt vorkommt, diese Debatte zwischen den Befürwortern von plus lourd que l’air (schwerer als Luft) und ihren Gegnern und gab den Sieg den Befürwortern. Im Jahr 1890 bestätigte die Erfindung der Éole durch Clément Ader (1841–1925) die Gültigkeit der Annahmen der Schwerer-als-Luft-Theoretiker.
Die Gesellschaft gab seit ihrer Gründung die Zeitschrift L’Aéronaute (Der Aeronaut) heraus.
Zu berühmten Mitgliedern der Gesellschaft zählen Jules Verne, Gabriel de La Landelle (Gründer), Nadar (Gründer), Jacques Babinet, Eugène Belleguic, Victor Hugo, Abel Hureau de Villeneuve, Georges Nardin, Gustave de Ponton d’Amécourt, Alphonse Pénaud, Étienne-Jules Marey, Yves Guyot und andere.